# Huáiyuăn Xiàn
Huáiyuăn Xiàn o condado de Huáiyuăn es una localidad de la ciudad-prefectura de Bengbu en la provincia de Anhui, República Popular China, con una población censada en noviembre de 2010 de 1 028 066 habitantes.
Se encuentra situada al noreste de la provincia, a unos 135 km al noroeste de Nanjing, y cerca del río Huai y de la frontera con la provincia de Jiangsu.